# Bodonski potok
Bódonski potok (tudi Spunika ali Radovski potok, v spodnjem toku tudi Zenkovski potok) je levi pritok Ledave v zahodnem delu Prekmurja. Izvira v gozdnati Kovačevi grabi v osrednjem delu Goričkega severno od vasi Vidonci in teče proti jugu, sprva skozi gozd, kjer se vanj stekajo številni erozijski jarki. Dolina se kmalu nekoliko razširi, v njenem dnu se pojavijo njive, travniki in manjši zaselki naselij Vidonci in Radovci. Nad vasjo Bodonci dobi levi pritok Bezjak (tudi Bezjakov potok), dolinsko dno se še razširi, malo pod Bodonci pa vstopi v prekmursko ravnino, teče mimo vasi Zenkovci in se pri Puževcih izliva v regulirano strugo Ledave.
Potok teče skoraj ves čas po naravni, vijugasti strugi, obdani z ozkim pasom gostega obvodnega rastlinja, ki ga učinkovito ločuje od bližnjih kmetijskih zemljišč. Dobro ohranjeni strugi Bodonskega potoka med Radovci in Zenkovci ter njegovega pritoka Bezjak sta skupaj s pasom obvodnega rastja opredeljeni kot naravna vrednota državnega pomena, tako zaradi ohranjenih hidroloških značilnosti kot tamkajšnjega živega sveta; v potoku mdr. živijo vidra (Lutra lutra), več vrst rib in dvoživk.